# Замок Трим
Замок Трим (англ. Trim, ирл. Baile Atha Troim) — расположен в графстве Мит, Ирландия.

## История замка
Первоначально в 1172 г. норманский рыцарь Гуго де Ласи построил на этом месте деревянный форт, который год спустя был сожжен во время набега Рори О`Коннора, короля Коннахта. В 1174 г. Гуго де Ласи начал возводить каменный замок. Его сын, Уолтер де Ласи, продолжил строительство, а закончено оно было только в начале XIII в. при внуке Хью, Джеффри де Женевиле, который превратил Трим в крупнейшую в Ирландии военную крепость норманнов с уникальным по форме трехъярусным донжоном. Завершив строительство, Джеффри основал монастырь неподалёку от замка и постригся в монахи.
Трим был оборудован так называемой «дырой-убийцей» (англ. murder-hole) — специальным отверстием над западными воротами. В случае, если в воротах оказывался незваный гость, сзади него опускалась блокирующая отступление решетка, а из отверстия в потолке обрушивался поток кипящего масла, экскрементов или камней. Подобная ловушка была устроена в замке Каррикфергус.
В конце XIII в. Джоанна де Женевиль вышла замуж за Роджера Мортимера, и таким образом Трим перешел в собственность этой фамилии. К XV в. род Мортимеров прервался, и замок перешел под опеку короны. Ричард II даровал двум своим воспитанникам (в том числе будущему королю Генриху V) право жить в замке, а в 1399 г. заключил в тюремную башню замка своего кузена Генриха Болингброка, герцога Ланкастерского. Изгнание герцога длилось недолго — вскоре тот вернулся в Англию, поднял мятеж и стал королём Генрихом IV. На территории замка были найдены 10 обезглавленных трупов — останки менее удачливых узников. Вероятно, они были разбойниками и жертвами указа Эдуарда IV от 1465 г., по которому грабителей следовало обезглавить, а головы выставить на всеобщее обозрение.
До XV в. в замке располагался Королевский Монетный двор, а в 1649 г. Трим постигла судьба многих других английских замков — он был сильно поврежден во время осады войсками Кромвеля. По завершении войны Трим и прилегающие земли перешли в собственность семьи Веллингтон. Впоследствии потомок Веллингтонов, Артур Веллсли, продал замок семье Планкетт, которая владела замком до 1993 г., когда Трим приобрело государство. Вскоре после этого в замке начались реставрационные и археологические работы, а в 2000 г. замок был открыт для посетителей.